# Gran Premio de Gran Bretaña de Motociclismo de 1981
El Gran Premio de Gran Bretaña de Motociclismo de 1981 fue la undécima prueba de la temporada 1981 del Campeonato Mundial de Motociclismo. El Gran Premio se disputó el 2 de agosto de 1981 en el Circuito de Silverstone.

## Resultados 500cc
En la categoría reina, saltó al sorpresa y el holandés Jack Middelburg consiguió la victoria con Suzuki, segunda victoria en su palmarés en el Mundial, por delante del estadounidense Kenny Roberts y Randy Mamola. Con este resultado, el líder provisional de la clasificación, el italiano Marco Lucchinelli, que solo pudo ser 19º a causa de un incidente, reduce su ventaja a 6 puntos de Mamola.
| Pos.     | Piloto             | Moto       | Tiempo    | Pts. |
| -------- | ------------------ | ---------- | --------- | ---- |
| 1        | Jack Middelburg    | Suzuki     | 43:24.34  | 15   |
| 2        | Kenny Roberts      | Yamaha     | + 0.30    | 12   |
| 3        | Randy Mamola       | Suzuki     | + 13.04   | 10   |
| 4        | Bernard Fau        | Suzuki     | + 36.22   | 8    |
| 5        | Marc Fontan        | Yamaha     | + 36.56   | 6    |
| 6        | Boet van Dulmen    | Yamaha     | + 37.79   | 5    |
| 7        | Stu Avant          | Suzuki     | + 44.95   | 4    |
| 8        | Ikujiro Takai      | Yamaha     | + 45.41   | 3    |
| 9        | Steve Parrish      | Yamaha     | + 45.79   | 2    |
| 10       | Chris Guy          | Suzuki     | + 53.36   | 1    |
| 11       | Graziano Rossi     | Yamaha     | +1:06.37  |      |
| 12       | Peter Sjöström     | Suzuki     | +1:13.31  |      |
| 13       | Guido Paci         | Yamaha     | +1:14.28  |      |
| 14       | Roberto Pietri     | Suzuki     | +1:24.22  |      |
| 15       | Andreas Hofmann    | Yamaha     | +1:25.01  |      |
| 16       | Franco Uncini      | Suzuki     | +1 Vuelta |      |
| 17       | Graham Wood        | Yamaha     | +1 Vuelta |      |
| 18       | Christian Sarron   | Yamaha     | +1 Vuelta |      |
| 19       | Marco Lucchinelli  | Suzuki     | +1 Vuelta |      |
| 20       | Josef Hage         | Yamaha     | +1 Vuelta |      |
| 21       | Alex George        | Yamaha     | +1 Vuelta |      |
| 22       | Barry Woodland     | Suzuki     | +1 Vuelta |      |
| 23       | Carlo Perugini     | Sanvenero  | +1 Vuelta |      |
| DNS      | Dave Potter        | Suzuki     | DNS       |      |
| DNS      | Sadao Asami        | Suzuki     | DNS       |      |
| Ret      | Freddie Spencer    | Honda      | Ret       |      |
| Ret      | Philippe Coulon    | Suzuki     | Ret       |      |
| Ret      | Gary Lingham       | Suzuki     | Ret       |      |
| Ret      | Graeme Crosby      | Suzuki     | Ret       |      |
| Ret      | Barry Sheene       | Yamaha     | Ret       |      |
| Ret      | Sergio Pellandini  | Suzuki     | Ret       |      |
| Ret      | Steve Henshaw      | Suzuki     | Ret       |      |
| Ret      | John Newbold       | Suzuki     | Ret       |      |
| Ret      | Christian Estrosi  | Pernod     | Ret       |      |
| Ret      | Keith Huewen       | Suzuki     | Ret       |      |
| Ret      | Corrado Tuzii      | Suzuki     | Ret       |      |
| Ret      | Dale Singleton     | Suzuki     | Ret       |      |
| Ret      | Kork Ballington    | Kawasaki   | Ret       |      |
| Ret      | Dennis Ireland     | Suzuki     | Ret       |      |
| Ret      | Michel Frutschi    | Yamaha     | Ret       |      |
| DNQ      | Giovanni Pelletier | Morbidelli | DNQ       |      |
| DNQ      | Bob Smith          | Morbidelli | DNQ       |      |
| DNQ      | James Gervais      | Yamaha     | DNQ       |      |
| DNQ      | Steve Mackin       | Yamaha     | DNQ       |      |
| DNQ      | Franck Gross       | Suzuki     | DNQ       |      |
| DNQ      | Steve Williams     | Suzuki     | DNQ       |      |
| Sources: |                    |            |           |      |

## Resultados 350cc
Cuarta victoria de la temporada para el alemán Anton Mang, que partía de la pole position. Con este triunfo se adjudica de manera matemática el título de la categoría. El británico Keith Huewen y el francés Jean-François Baldé fueron segundo y tercero respectivamente.
| Pos. | Piloto              | Moto             | Tiempo     | Pts. |
| ---- | ------------------- | ---------------- | ---------- | ---- |
| 1    | Anton Mang          | Kawasaki         | 38'01.38   | 15   |
| 2    | Keith Huewen        | Yamaha           | 38'18.12   | 12   |
| 3    | Jean-François Baldé | Kawasaki         | 38'18.26   | 10   |
| 4    | Didier de Radiguès  | Yamaha           | 38'18.07   | 8    |
| 5    | Charlie Williams    | Yamaha           | 38'18.26   | 6    |
| 6    | Martin Wimmer       | Yamaha           | 38'19.11   | 5    |
| 7    | Jeffrey Sayle       | Yamaha           | 38'24.16   | 4    |
| 8    | Patrick Fernandez   | Yamaha           | 38'30.28   | 3    |
| 9    | Donnie Robinson     | Yamaha           | 38'40.24   | 2    |
| 10   | René Delaby         | Yamaha           | 38'46.30   | 1    |
| 11   | Siegfried Minich    | Bartol           | 38'51.22   |      |
| 12   | Paolo Ferretti      | Yamaha           | 38'51.30   |      |
| 13   | Tony Head           | Yamaha           | 38'51.06   |      |
| 14   | Graeme McGregor     | Yamaha           | 38'51.13   |      |
| 15   | Eero Hyvärinen      | Yamaha           | 38'52.22   |      |
| 16   | Steve Tonkin        | Yamaha           | 38'52.03   |      |
| 17   | Jacques Bolle       | Yamaha           | 39'08.00   |      |
| 18   | Tony Rogers         | Yamaha           | 39'11.29   |      |
| 19   | Graeme Geddes       | Yamaha           | 39'17.07   |      |
| 20   | Alain Stewart       | Yamaha           | 39'20.08   |      |
| 21   | Yo Chan Matsumoto   | Yamaha           | 39'20.15   |      |
| 22   | Bengt Elgh          | Yamaha           | 39'24.24   |      |
| 23   | Clive Horton        | Yamaha           | + 1 Vuelta |      |
| 24   | Edwin Weibel        | Yamaha           | + 1 Vuelta |      |
| 25   | Roger Sibille       | Yamaha           | + 1 Vuelta |      |
| Ret  | Alan North          | Yamaha           | Ret        |      |
| Ret  | Reino Eskelinen     | Yamaha           | Ret        |      |
| Ret  | Mar Shouten         | Yamaha           | Ret        |      |
| Ret  | Mick Grant          | Yamaha           | Ret        |      |
| Ret  | Steve Henshaw       | Yamaha           | Ret        |      |
| Ret  | Bruno Kneubühler    | Rotax            | Ret        |      |
| Ret  | Pekka Nurmi         | Yamaha           | Ret        |      |
| Ret  | Phil Mellor         | Yamaha           | Ret        |      |
| Ret  | Tony Rutter         | Yamaha           | Ret        |      |
| Ret  | Steve Wright        | Yamaha           | Ret        |      |
| Ret  | Chris Guy           | Yamaha           | Ret        |      |
| Ret  | Hervé Guilleux      | Siroko           | Ret        |      |
| Ret  | Paul Harris         | Yamaha           | Ret        |      |
| Ret  | Peter Looijesteijn  | Rotax            | Ret        |      |
| Ret  | Bruno Lüscher       | Yamaha           | Ret        |      |
| DNQ  | Jon Ekerold         | Bimota-Yamaha    | DNQ        |      |
| DNQ  | Eric Saul           | Chevalier-Yamaha | DNQ        |      |
| DNQ  | Hans Hansebraten    | Yamaha           | DNQ        |      |
| DNQ  | Edi Stöllinger      | Kawasaki         | DNQ        |      |
| DNQ  | Jussi Hautaniemi    | Yamaha           | DNQ        |      |
| DNQ  | Peter Labuschagne   | Yamaha           | DNQ        |      |
| DNQ  | Neil Tuxworth       | Yamaha           | DNQ        |      |
| DNQ  | Christer Eliasson   | Yamaha           | DNQ        |      |
| DNQ  | Lothar Spiegler     | Yamaha           | DNQ        |      |
| DNQ  | Atilio Riondato     | Yamaha           | DNQ        |      |
| DNQ  | Paul Harris         | Yamaha           | DNQ        |      |
| DNQ  | Rini van Kasteren   | Yamaha           | DNQ        |      |
| DNQ  | Pierre Bolle        | Yamaha           | DNQ        |      |
| DNQ  | Simon Buckmaster    | Yamaha           | DNQ        |      |
| DNQ  | Eddie Roberts       | Yamaha           | DNQ        |      |
| DNQ  | Bruno Lüscher       | Yamaha           | DNQ        |      |

## Resultados 250cc
Gracias a su séptima victoria en esta categoría, el alemán Anton Mang se corona como campeón del mundo de forma matemática, con una ventaja de 44 puntos sobre sus perseguidores cuando quedan tres pruebas por disputarse.
El segundo puesto es para el suizo Roland Freymond y el tercero para el australiano Graeme McGregor que en esta ocasión, pilotaba una Kawasaki cuando en las anteriores Grandes Premios lo había hecho con una Yamaha.
Durante la carrera, cayó el italiano Loris Reggiani que le provocará una lesión que le impedirá tomar la salida en 125cc y, así, dar el título a Ángel Nieto.
| Pos. | Piloto                 | Moto         | Tiempo     | Pts. |
| ---- | ---------------------- | ------------ | ---------- | ---- |
| 1    | Anton Mang             | Kawasaki     | 38'32.37   | 15   |
| 2    | Roland Freymond        | Yamaha       | 38'41.08   | 12   |
| 3    | Graeme McGregor        | Kawasaki     | 38'41.08   | 10   |
| 4    | Richard Schlachter     | Yamaha       | 38'41.21   | 8    |
| 5    | Martin Wimmer          | Yamaha       | 38'41.21   | 6    |
| 6    | Didier de Radiguès     | Yamaha       | 39'07.08   | 5    |
| 7    | Jean-François Baldé    | Kawasaki     | 39'12.17   | 4    |
| 8    | Jean-Louis Guignabodet | Kawasaki     | 39'12.26   | 3    |
| 9    | André Gouin            | Yamaha       | 39'34.21   | 2    |
| 10   | Steve Tonkin           | Armstrong    | 39'39.28   | 1    |
| 11   | Christian Estrosi      | Yamaha       | 39'43.49   |      |
| 12   | Jeffrey Sayle          | Armstrong    | 39'44.05   |      |
| 13   | Bruno Kneubühler       | Rotax        | 39'45.17   |      |
| 14   | Pierre Bolle           | Yamaha       | 39'46.43   |      |
| 15   | August Auinger         | Rotax        | 39'55.53   |      |
| 16   | Sito Pons              | Yamaha       | 40'03.19   |      |
| 17   | Johnny Scott           | Yamaha       | + 1 Vuelta |      |
| 18   | Tony Head              | Yamaha       | + 1 Vuelta |      |
| 19   | Franco Marchegiani     | Yamaha       | + 1 Vuelta |      |
| 20   | Patrick Fernandez      | Cotton       | + 1 Vuelta |      |
| 21   | Jean-Louis Albera      | Kawasaki     | + 1 Vuelta |      |
| 22   | Steven Cull            | Yamaha       | + 1 Vuelta |      |
| 23   | Jean-Michel Mattioli   | Yamaha       | + 1 Vuelta |      |
| Ret  | Jean-Louis Tournadre   | Yamaha       | Ret        |      |
| Ret  | Jean-Marc Toffolo      | Armstrong    | Ret        |      |
| Ret  | Charlie Williams       | Yamaha       | Ret        |      |
| Ret  | Paolo Ferretti         | Yamaha       | Ret        |      |
| Ret  | Alain Beraud           | Yamaha       | Ret        |      |
| Ret  | Maurizio Massimiani    | Ad Majora    | Ret        |      |
| Ret  | Tony Rogers            | Rotax        | Ret        |      |
| Ret  | Hervé Guilleux         | Siroko       | Ret        |      |
| Ret  | Phil Mellor            | Yamaha       | Ret        |      |
| Ret  | Tony Rutter            | Yamaha       | Ret        |      |
| Ret  | Pekka Nurmi            | Yamaha       | Ret        |      |
| Ret  | Loris Reggiani         | Yamaha       | Ret        |      |
| Ret  | Roger Sibille          | Yamaha       | Ret        |      |
| Ret  | Pete Wild              | Yamaha       | Ret        |      |
| Ret  | Mick Grant             | Armstrong    | Ret        |      |
| Ret  | Clive Horton           | Armstrong    | Ret        |      |
| Ret  | Hans Müller            | MBA          | Ret        |      |
| Ret  | Eero Hyvärinen         | Yamaha       | Ret        |      |
| Ret  | Thierry Espié          | Pernod       | Ret        |      |
| DNQ  | Ángel Nieto            | Siroko Rotax | DNQ        |      |
| DNQ  | Jan Ekerold            |              | DNQ        |      |
| DNQ  | Greame Geddes          | Yamaha       | DNQ        |      |
| DNQ  | Edi Stöllinger         | Kawasaki     | DNQ        |      |
| DNQ  | Peter Looijesteijn     | Yamaha       | DNQ        |      |
| DNQ  | Alan North             | Yamaha       | DNQ        |      |
| DNQ  | Steve Wright           | Yamaha       | DNQ        |      |
| DNQ  | Graham Singer          | Yamaha       | DNQ        |      |
| DNQ  | Gerhard Waibel         | Yamaha       | DNQ        |      |
| DNQ  | Frederic Duval         | Yamaha       | DNQ        |      |
| DNQ  | Steve Williams         | Yamaha       | DNQ        |      |
| DNQ  | Bob Smith              | Yamaha       | DNQ        |      |
| DNQ  | Eric Saul              | Yamaha       | DNQ        |      |
| DNQ  | Christian Le Liard     | Yamaha       | DNQ        |      |

## Resultados 125cc
Gracias a la ausencia ya mencionada de Loris Reggiani por una caída en la carrera de 250cc, el español Ángel Nieto y su MInarelli se proclama campeón del mundo por décima vez en su trayectoria. En este Gran Premio, victoria sobre el francés Jacques Bolle y el argentino Hugo Vignetti.
| Pos. | Piloto              | Moto       | Tiempo     | Pts. |
| ---- | ------------------- | ---------- | ---------- | ---- |
| 1    | Ángel Nieto         | Minarelli  | 34.29.03   | 15   |
| 2    | Jacques Bolle       | Motobécane | 34.32.13   | 12   |
| 3    | Hugo Vignetti       | MBA        | 34.37.34   | 10   |
| 4    | Pier Paolo Bianchi  | MBA        | 34.38.01   | 8    |
| 5    | Jean-Claude Selini  | MBA        | 34.52.19   | 6    |
| 6    | Michel Galbit       | MBA        | '34.53.00  | 5    |
| 7    | August Auinger      | MBA        | 34.55.16   | 4    |
| 8    | Willy Pérez         | MBA        | 35.14.09   | 3    |
| 9    | Ricardo Tormo       | Sanvenero  | 35.15.38   | 2    |
| 10   | Olivier Liégeois    | MBA        | 35.16.09   | 1    |
| 11   | Hans Müller         | MBA        | 35.28.18   |      |
| 12   | Thierry Noblesse    | MBA        | 35.38.30   |      |
| 13   | Anton Straver       | MBA        | 35.38.39   |      |
| 14   | Johnny Wickström    | MBA        | 35.56.40   |      |
| 15   | Jan Bäckström       | MBA        | 36.01.32   |      |
| 16   | Yves Dupont         | MBA        | 36.02.15   |      |
| 17   | Jacky Hutteau       | Afam       | 36.02.01   |      |
| 18   | Paul Bordes         | MBA        | 36.15.02   |      |
| 19   | Chris Leah          | MBA        | + 1 Vuelta |      |
| 20   | Frédéric Michel     | MBA        | + 1 Vuelta |      |
| 21   | Werner Schmied      | MBA        | + 1 Vuelta |      |
| 22   | Paul Barker         | Honda      | + 1 Vuelta |      |
| 23   | Chris Baert         | MBA        | + 1 Vuelta |      |
| 24   | Reiner Koster       | MBA        | + 1 Vuelta |      |
| Ret  | Iván Palazzese      | MBA        | Ret        |      |
| Ret  | Guy Bertin          | Sanvenero  | Ret        |      |
| Ret  | Eugenio Lazzarini   | Iprem      | Ret        |      |
| Ret  | Joe Genoud          | MBA        | Ret        |      |
| Ret  | Alex Bedford        | MBA        | Ret        |      |
| Ret  | Gerhard Waibel      | MBA        | Ret        |      |
| Ret  | Rino Zuliani        | MBA        | Ret        |      |
| Ret  | Per-Edvard Carlsson | MBA        | Ret        |      |
| Ret  | Lucio Pietroniro    | MBA        | Ret        |      |
| Ret  | Tony Smith          | Morbidelli | Ret        |      |
| Ret  | Peter Baláž         | MBA        | Ret        |      |
| Ret  | Chris Torne         | Honda      | Ret        |      |
| Ret  | John Kernan         | MBA        | Ret        |      |
| Ret  | Robert Mann         | Morbidelli | Ret        |      |
| Ret  | Hubert Genoud       | MBA        | Ret        |      |
| Ret  | Pete Wild           | Honda      | Ret        |      |
| DNS  | Loris Reggiani      | Minarelli  | DNS        |      |
| DNQ  | Chris Baert         | MBA        | DNQ        |      |
| DNQ  | Reiner Koster       | MBA        | DNQ        |      |
| DNQ  | Kevin Robb          | MBA        | DNQ        |      |